# イヴァン・カルデロン
イヴァン・カルデロン・マレーロ（Ivan Calderón Marrero、1975年1月7日 - ）は、プエルトリコの男性元プロボクサー。元WBO世界ミニマム級王者。元WBO世界ライトフライ級王者。世界2階級制覇王者。プエルトリコ代表として2000年シドニーオリンピックのライトフライ級に出場した。「 Iron Boy 」の異名を持つ。

## 来歴

### アマチュア時代
1999年8月、カナダで開催されたパンアメリカン競技大会にライトフライ級(48kg)で出場、準決勝で敗退し銅メダルを獲得。同年同月、アメリカのヒューストンで開催された1999年世界ボクシング選手権大会にライトフライ級(48kg)で出場、1回戦で敗退した。
2000年9月、オーストラリアのシドニーで開催されたシドニーオリンピックにライトフライ級(48kg)で出場、1回戦で敗退した。
アマチュア時代にはブライアン・ビロリアと4度対戦し、3勝1敗している。

### プロ時代
2001年2月17日、アメリカ合衆国のラスベガスのMGMグランド・ガーデン・アリーナでデビューした。初回に2度倒し初回2分43秒TKO勝ちで白星でデビューを飾る。
2002年11月22日、リー・サンドバルとNABO北米ミニマム級王座決定戦を行い、12回3-0(2者が119-109、120-108)の判定勝ちで王座を獲得。

#### 世界王座奪取
2003年5月3日、マンダレイ・ベイ・イベント・センターでWBO世界ミニマム級王者エドゥアルド・レイ・マルケスに挑戦し、9回43秒3-0(89-81、2者が90-80)の負傷判定で勝利し王座を獲得した。
2003年9月5日、プエリトリコでロレンソ・トレホと対戦し12回3-0(2者が119-109、117-111)の判定勝ちで初防衛に成功した。
2003年12月6日、プエルトリコのコリセオ・ルーベン・ロドリゲスで元WBO世界ミニマム級王者アレックス・サンチェスと対戦。新旧王者対戦で注目を集め前回2階級制覇に失敗したサンチェスをコントロールし12回3-0(118-110、117-111、116-112)の判定勝ちで2度目の防衛に成功した。
2004年3月20日、プエルトリコのグアイナボのコリセオ・マリオ“キホーテ”モラレスで元IBF世界ミニマム級王者エドガル・カルデナスと対戦。この試合が3度目の防衛戦になるはずだったが、カルデナスが体重超過でノンタイトル戦になった。試合は11回1分33秒KO勝ちでカルデナスに引導を渡した。
2004年7月31日、MGMグランド・ガーデン・アリーナで元IBF世界ミニマム級王者ロベルト・カルロス・レイバと対戦し王者になって初の苦戦を演じ12回3-0(3者とも116-112)の判定勝ちで3度目の防衛に成功した。
2004年11月27日、MGMグランド・ガーデン・アリーナでカルロス・ファヤルドと対戦し12回3-0(120-107、118-109、119-108)の判定勝ちで4度目の防衛に成功した。
2005年4月30日、プエルトリコでノエル・ツニャカオと対戦し初回にダウンを奪ってペースを握ると最後はレフェリーが試合をストップ。8回2分55秒TKO勝ちで5度目の防衛に成功した。
2005年6月25日、ニュージャージー州アトランティックシティのボードウォーク・ホールでヘラルド・ベルデと対戦し12回3-0(115-113、2者が117-111)の判定勝ちで6度目の防衛に成功した。
2005年12月10日、プエルトリコのサンフアンで元IBF世界ミニマム級王者ダニエル・レイジェスと対戦し12回3-0(2者が120-109、119-109)の判定勝ちで7度目の防衛に成功した。
2006年2月18日、ネバダ州ラスベガスのアラジンで元WBC世界ミニマム級王者イサック・ブストスと対戦し12回3-0(2者が120-108、119-109)の判定勝ちで8度目の防衛に成功した。
2006年4月29日、ミゲル・テレスと対戦し9回1分4秒TKO勝ちで9度目の防衛に成功した。
2006年10月21日、コロンビアのバランキージャでホセ・ルイス・バレラと対戦し12回3-0(119-108、2者が118-109)の判定勝ちで10度目の防衛に成功しWBOからスーパー王座に認定された。
2007年4月28日、コロンビアでロナルド・バレラと対戦し12回2-1(2者が115-113、113-115)の判定勝ちで最大の苦戦を演じたカルデロンは薄氷で11度目の防衛に成功した。
WBO世界ミニマム級王座を返上。

#### 2階級制覇達成
2007年8月25日、バヤモンのコリセオ・ルーベン・ロドリゲスでWBO世界ライトフライ級王者ウーゴ・カサレスに挑戦。8回にダウンを奪われるも何とか巻き返し12回2-1(111-116、2者が115-112)の判定勝ちで2階級制覇を成し遂げた。WBO王座獲得と同時にリングマガジンから同誌ライトフライ級王座に認定された。
2007年12月1日、ニューメキシコ州でファン・エスクゥイアと対戦し12回3-0(115-113、116-112、118-110)の判定勝ちで初防衛に成功した。
2008年4月5日、サンフアンで元WBO世界ライトフライ級王者ネルソン・ディーバと対戦し12回3-0(3者とも120-108)の判定勝ちで2度目の防衛に成功した。
2008年8月30日、バヤモンでウーゴ・カサレスと再戦し、7回に偶然のバッティングで額を裂傷しドクターストップ。7回1分58秒3-0(67-66、2者が68-65)の判定勝ちで3度目の王座防衛に成功した。
2009年6月13日、マディソン・スクエア・ガーデンで行われた12位ロデル・マヨールとの対戦では4回に偶然のバッティングで額をカットし、これが悪化して6回1分50秒1-1（58-56、56-58、57-57）の判定により6回負傷引分で4度目の王座防衛に成功した。
2009年9月12日、ロデル・マヨールとダイレクトリマッチを行い、7回にまたしてもバッティングで負傷し7回終了時2-1(2者が68-65、65-68)の負傷判定勝ちで5度目の防衛に成功した。
2010年6月12日、マディソン・スクエア・ガーデンでヘスス・イリベと対戦し2回にダウンを奪われるもその後は落ち着いて試合を支配し12回3-0(116-111、2者が118-109)の判定勝ちで6度目の防衛に成功した。
2010年8月28日、グアイナボのコリセオ・マリオ“キホーテ”モラレスでWBA世界ライトフライ級王者ジョバンニ・セグラと王座統一戦を行ったが、プロ初黒星となる8回1分34秒KO負けを喫しWBA王座の獲得に失敗、WBO王座の7度目の防衛にも失敗し、カルデロンは3年間保持してきたWBO王座をセグラに明け渡す結果となり、WBA王座とWBO王座の統一に失敗した。
2011年4月2日、メキシコバハ・カリフォルニア州メヒカリのアウディトリオ・デル・エスタードに出向いてジョバンニ・セグラとダイレクトリマッチを行い、3回1分39秒KO負けを喫しWBO世界ライトフライ級王座への返り咲きに失敗した。
2011年10月29日、WBOラテンアメリカミニマム級王座決定戦でフェリペ・リバスと対戦し、2-1（97-93、96-94、94-96）の判定勝ちで王座を獲得した。 
2012年10月6日、バイモンのコリセオ・ルーベン・ロドリゲスでウィルフレド・バスケス・ジュニアVSジョナサン・オケンドの前座でWBO世界ミニマム級王者モイセス・フェンテスと指名挑戦者として対戦し、5年振りのミニマム級王座返り咲きを目指した。序盤からカルデロンのスピードにフェンテスが追いつけずペースを握るも、フェンテスがボディ攻撃に活路を見出すと4回にフェンテスの執拗なボディ攻撃でスピードを失った。5回開始早々フェンテスの左右フックをボディに決められダウンを奪われ完全にひっくり返された。その後ロープを背負いフェンテスのボディ攻撃を受け2度目のダウンを奪われる。最後は右ストレートがレバーに当たるとカルデロンがひざから崩れるようにダウンし悶絶。レフェリーが3ダウンでストップを宣告。5回1分22秒TKO負けで返り咲きに失敗し現役を引退した。

## 獲得タイトル
- NABO北米ミニマム級王座
- WBO世界ミニマム級王座（防衛11=返上、スーパー王座認定）
- WBO世界ライトフライ級王座（防衛6）
- WBOラテンアメリカミニマム級王座
- リングマガジン世界ライトフライ級王座